# Amolops spinapectoralis
Amolops spinapectoralis е вид жаба от семейство Водни жаби (Ranidae).

## Разпространение
Видът е разпространен във Виетнам.